# Patrick O'Donnell
Patrick Joseph O'Donnell (28 de novembro de 1856 – 22 de outubro de 1927) foi um prelado irlandês da Igreja Católica. Serviu como arcebispo de Armagh de 1924 até sua morte e foi nomeado cardeal em 1925.

## Vida
Patrick Joseph O'Donnell estudou no seminário diocesano de Letterkenny e Faculdade de São Patrick em Maynooth teologia católica e recebeu em 29 de Junho de 1880, o sacramento do sacerdócio pelo arcebispo de Dublin Edward McCabe. Ele foi então de 1881 a 1888 Professor de Dogmatics and Moral Theology no St. Patrick's College em Maynooth. Com apenas 31 anos de idade, foi nomeado bispo de Raphoe em 1888, recebeu a ordenação episcopal do Arcebispo de Armagh e mais tarde Cardeal Michael Logue; Co-consagradores foram Francis Kelly, bispo de Derry e Patrick MacAlister, bispo de Down e Connor, o sermão Bartolomew Woodlock, Bispo de Ardagh e Clonmacnoise. Em 1922, ele foi simultaneamente nomeado Arcebispo Titular de Attalea na Panfília coadjutor em Armagh e sucedeu o Cardinal Logue após sua morte em 1924 como arcebispo. De 1922 a 1923 ele administrou sua antiga diocese Raphoe como Administrador Apostólico. Em 14 de dezembro de 1925, o Papa Pio XI o elevou a cardeal com a igreja titular de Santa Maria della Pace.
Patrick Joseph O'Donnell morreu em 22 de outubro de 1927 e foi enterrado no cemitério de Saint Patrick, em Armagh.